# Lucas Nine
Lucas Nine (San Isidro, Argentina, 13 de enero de 1975) es un dibujante argentino, conocido por su trabajo como ilustrador, historietista y director de cine de animación. Sus obras han sido expuestas y publicadas en Argentina, Brasil, España, Francia, Italia y Japón.

## Biografía
Es hijo del ilustrador argentino Carlos Nine. Egresó de un magisterio en Bellas Artes y cursó la carrera de Realización Cinematográfica en la Escuela de Cine de Avellaneda. Siguiendo los pasos de su padre, ilustrador e historietista, publicó historietas en las revistas Fierro, Lápiz Japonés, La Cábula y El Tripero, entre otras. Sus dibujos aparecieron en las revistas Latido, Billiken, Internet Surf, First, Cinemanía, Caras y Caretas, Rolling Stone, Los Inrockuptibles y Orsai.
Sus ilustraciones en el campo del libro infantil fueron exhibidas en la Feria del Libro Infantil de Bologna (Italia) y premiadas por ALIJA en varias oportunidades
Sus trabajos de animación fueron exhibidos en festivales argentinos, italianos, españoles, alemanes, y franceses. Fue guionista y director de uno de los segmentos del largometraje “Ánima Buenos Aires” (2012), premiado como mejor largometraje en los festivales de cine de Bologna (Italia); Utrecht International Film Festival (Holland); La Habana (Cuba); Festival Internacional de Animación de Córdoba (Argentina); Anilogue Budapest (Hungría); Montreal International Animation Film Festival (Canadá).
Sus dibujos recibieron el premio al Destacado “Ilustración” y “Libro Integral” otorgado por ALIJA (Asociación de Literatura Infantil y Juvenil de Argentina), en 2005, 2007 y 2024.
Sus libros como autor incluyen "Dingo Romero" (España, 2004; Francia, 2008), "El Circo Criollo" (Argentina, 2009), "Thé de Noix"/ "Té de Nuez" (Francia, 2011; Argentina, 2015), "Les contes de suicidé/Quiroga" (Francia, 2016; Argentina, 2018), "Borges, Inspector de Aves" (Argentina, 2017; Francia, 2018), "Budapest ou presque" (Francia, 2019), "Delicatessen Tout Est Bon" (Francia, 2022), "Visto de Lejos" (Argentina, 2024), "La Peur Émeraude" (Francia, 2024), "Las cosas que perdimos en el fuego" (adaptación en historieta del libro homónimo de Mariana Enríquez; España y Argentina, 2024; Francia, 2025), "Les Cahiers du Corbeau" (Francia, 2025). También participó como autor en el libro "Dis Tinta" (Argentina, 2017). Su libro "La Peur Émeraude" fue elegido como uno de los álbumes de historieta del año 2024 por el semanario francés Telerama.